# Jaume de Prades i de Foix
Jaume de Prades i de Foix (Valencia, 1341 – Valencia, 30 maggio 1396) è stato un vescovo spagnolo creato pseudocardinale dall'antipapa Clemente VII.

## Biografia
Nacque a Valencia nel 1341.
L'antipapa Clemente VII lo elevò al rango di (pseudo) cardinale nel concistoro del gennaio 1387.
Morì il 30 maggio 1396 a Valencia.